# 潮哲也
潮 哲也（うしお てつや、1949年12月13日 - ）は、日本の元俳優。本名は本保 明啓（ほんぼ あきひろ）。
石川県金沢市出身。石川県立工業高等学校卒業。東宝芸能を経て、山田栖峯子事務所に所属していた。
身長178cm、体重70kg、血液型はAB型。

## 来歴・人物
父親は警察官で、姉が3人いる。
14歳の頃に石川県金沢市に転居する。
高校卒業後に製紙会社勤務・レコード店事務を経て上京し、東映演技研修所を経て東映芸能部に所属する。
数本のテレビドラマに端役で出演した後、『快傑ライオン丸』の主役に抜擢されて本格的デビューを果たし、続く『風雲ライオン丸』でも主演を務める。『ライオン丸』の終了後に東映芸能部を退部。
その後、黒沢年男の所属事務所を経て、
1974年からは東宝芸能に所属。東宝制作のテレビドラマ・映画に出演。
『江戸の旋風』シリーズでは長期に亙ってレギュラーで活躍。『高原へいらっしゃい』や『淋しいのはお前だけじゃない』などで印象的な役柄を演じる。
東宝を離れてからも、俳優として多くの作品に出演する傍ら『スーパー競馬』の司会を務めるなど活躍の場を拡げた。妻は元女優の九条亜希子で、『快傑ライオン丸』の共演がきっかけで結婚した。
テレビドラマの制作が減って望む役も得られないようになったため、60歳になったのを機に俳優業を引退。
「潮哲也」の芸名は、『快傑ライオン丸』の時にピー・プロダクション社長のうしおそうじにより、「うしお」の字を譲られたもので、「潮といえば海。海のように大きく育て」との意味が込められているという。哲也の名は姓名判断などにより語呂の良さで決められた。特技は剣道二段、スキューバダイビング、乗馬。

## エピソード
東映演技研修所の同期には南城竜也がいた。また、同期には斉藤浩子の兄がおり、浩子の兄とは仲が良く自宅に遊びに行く間柄だったため、浩子とは『SFドラマ 猿の軍団』で共演する以前より面識があった。
新人の頃は、名前をよく「渡哲也」と間違われたことがあったという。
『快傑ライオン丸』はオーディションで起用されたが、クランクイン直前であったためすんなり決まったという。潮は後に妻となる沙織役の九条亜希子の選考に立ち会っており、自身が新人であるため演技経験がある九条を推薦していた。
剣道の有段者であったが、剣道と時代劇の立ち回りでは動きが異なるために周囲からは「剣道経験者で無い方が良かったかな」と言われたこともあった。『快傑』での衣裳は全身革製であったため、暑くて動き辛く『風雲』で衣裳が変わった際には動き易くなったと感じたという。また『快傑』では革製の草履を履いていたが、『風雲』ではブーツに変更されたことも動き易くなった理由に挙げている。
『快傑』第7話の撮影時、岩場を降りるシーンで足を骨折し入院したが、スケジュールが切迫していたために撮影は中断されず、潮は病院から撮影現場に通っていた。全治1ヶ月ほどであったが、撮影現場の湿気で石膏がふやけてしまうため2週間程度でギプスを外していた。
虎錠之介役で第27話より出演した戸野広浩司とは、撮影が多忙だったため会話する機会は彦根ロケーションがはじめてであった。二人で呑んだ後、潮は翌日の撮影を控えていたために寝床に就いたが、直後に戸野広が事故死した報を聞いたときは茫然としたという。
戸野広の代役として第42話より虎錠之介役を演じた福島資剛とは、戸野広と接する機会が少なかったことから積極的に交流して仲良くなった。
『ライオン丸』の終了後、馬に接する機会がなくなったため競馬場に行くようになり、次第に競馬に詳しくなって『スーパー競馬』の司会を務めるに至った。
『江戸の旋風』に出演が決定した当時は、NHK銀河テレビ小説『巣箱』に出演しており、収録が行われていた愛知県名古屋市に滞在していたために、初登場の回の台本を撮影当日に渡されたため、監督の高瀬昌弘を激怒させてしまった。しかし、腹を括る覚悟で撮影に臨んだ結果、1回で撮影を乗り切ってしまった。また、共演者である露口茂や近藤洋介たちと仲良くなり、撮影休みの際は出演者同士でゴルフに出かけていた。
『スーパー競馬』で司会を担当する以前は台本通りの演技を心がけていたため、共演者にアドリブが得意な俳優がいると苦労していた。しかし『スーパー競馬』以降はアドリブもこなせるようになった。
リメイク版『ライオン丸G』については、放送当時にインタビューを受けたため存在は知っていたが、旧作とはイメージが異なるため積極的には観なかったという。

## 出演

### テレビドラマ
NHK
- 銀河テレビ小説 / 巣箱（1976年）
- 大河ドラマ
  - 独眼竜政宗（1987年） - 粟野藤八郎
  - 翔ぶが如く（1990年） - 谷村愛之助
  - 武蔵 MUSASHI（2003年） - 桜田加左衛門
  - 龍馬伝（2010年） - 松平乗全
- 金曜時代劇 / 新・半七捕物帳（1997年）

NTV
- さぼてんとマシュマロ 第16話（1972年）[注釈 4]
- スーパーロボット レッドバロン 第27話「宇宙ロボット襲来」 - 第39話「機械じかけの明日」（1974年） - 三神四郎
- 伝七捕物帳 第51話（1974年）
- 太陽にほえろ!
  - 第208話「ひとり立ち」（1976年） - 土屋哲
  - 第310話「再会」（1978年） - 安田
  - 第426話「愛の終曲」（1980年） - 沖田清二
  - 第508話「ドックと天使」（1982年） - 梶本
  - 第633話「ホスピタル」（1985年） - 広川浩司（矢追総合病院医師）
  - 第645話「ラガーの華麗なプレー」（1985年） - 水原
- 木曜ゴールデンドラマ
  - 千姫春秋記（1981年） - 本多忠刻
  - その愛は損か得か?（1983年） - 辛島
- 女たちの大坂城（1983年） - 徳川秀忠
- 火曜サスペンス劇場
  - 危険な情熱（1984年）
  - 女検事・霞夕子 第2作「白い影」（1986年） - 安川光信
  - 女弁護士・高林鮎子 第7作「早春四国路殺人事件」（1990年） - 森田
  - 女弁護士・高林鮎子 第22作「北陸本線の死角」（1998年） - 金沢中警察署・永野部長刑事
  - 懐かしい骨（1993年） - 矢田義彦
  - 容疑者（2005年） - 真田刑事
- 誇りの報酬 第17話「頭脳プレーでホシを追え」（1986年） - 及川シロウ
- 銭形平次（1987年） - 同心・工藤
- NEWジャングル 第8話「ガキとデカ」（1988年） - 後藤セイジ
- 年末時代劇スペシャル
  - 五稜郭（1988年） - オランダ留学生
  - 勝海舟（1990年） - 中村半次郎 役
- 刑事貴族2 第6話「ドッグファイト」（1991年） - 谷村刑事 役
- 高橋英樹特選時代劇 / ひらり又四郎危機一髪!（1995年） - 内藤丹後守 役

TBS
- ガッツジュン 第7話「超人バッテリー」 - 第9話「投げろ! レインボーボール」（1971年） - 神子上次郎 役[注釈 4]
- 刑事くん 第1部 第4話「東京の青い砂漠」（1971年）[注釈 4]
- キイハンター
  - 第180話「レッツゴー! 真夜中の王様 死の行進」（1971年） [注釈 4]
  - 第200話「SOS 接吻泥棒」（1972年）
- 隠密剣士 突っ走れ! 第10話「忍者を助ける信太郎」（1974年）- 鬼走
- ウルトラマンレオ 第15話「くらやみ殺法! 闘魂の一撃」（1974年） - 津山
- SFドラマ 猿の軍団（1974年 - 1975年） - ゴード
- 高原へいらっしゃい（1976年） - 高村靖雄 役
- コメットさん 第10話「恋の星占い」（1978年） - 水野隆
- 金曜ドラマ / 淋しいのはお前だけじゃない（1982年） - 松永健次
- ポーラテレビ小説 / おゆう（1983年） - 辰之助
- 東芝日曜劇場
  - 愛のデッサン（1981年）
  - 花咲く街で（1983年） - 杉村
  - ダイヤモンドのふる街（1987年）
- さよならを教えて（1983年、MBS）
- ザ・サスペンス / 悪霊の午後（1983年）
- 誰かが私を愛してる（1983年） - 吉田
- 花王 愛の劇場→愛の劇場
  - 黒革の手帖（1984年） - 安島富夫
  - 永遠の1/2（2000年）
  - コスメの魔法（2004 - 2005年） - マスター・北川 役
- 禁じられたマリコ（1985年 - 1986年） - 高木正彦
- 水戸黄門
  - 第16部 第32話「剣が知ってた暗殺の罠 -仙台-」（1986年） - 亘理雄之進
  - 第25部 第12話「夢を咲かせた大谷焼 -鳴門-」（1997年） - 田所清兵衛
  - 第27部 第7話「父を奪った銀の山 -尾花沢-」（1999年） - 臼倉長十郎
  - 第30部 第10話「女サギ師は子猫好き -酒田-」（2002年） - 北村四郎右衛門
  - 第33部 第22話「大対決!八百八町は日本晴れ（2時間SP）」（2004年） - 水間屋平兵衛
  - 第35部 第15話「波瀾万丈! お娟の休日 -飫肥-」（2006年） - 松村礼蔵
  - 第36部 第18話「若君救った女将の秘密 -三木-」（2006年） - 宮拓兵衛
  - 第37部 第5話「陰謀砕いた美人姫 -越後高田-」（2007年） - 村本七左衛門
  - 第38部 第2話「嵐を呼ぶ瀬戸内の謎! -瀬戸内-」（2008年） - 成沢甚左衛門
  - 第39部 第12話「愛と復讐の桜島 -鹿児島-」（2009年） - 如月刑部
- 妻そして女シリーズ / 月光の女（1989年）
- 浮浪雲 第5話「品川マラソンGO」（1990年） - 小次郎
- おかみ三代女の戦い（1995年） - 菊田良幸
- 大岡越前 第14部 第23話「冤罪晴らす大芝居」（1996年） - 河上重次郎
- 東芝日曜劇場
  - Dear ウーマン（1996年） - 三田室長
  - サラリーマン金太郎 第2期（2000年）
- 月曜ドラマスペシャル→月曜ゴールデン→月曜名作劇場
  - 検視官江夏冬子 - 久遠技官 
    - 第1作「京都清水坂殺人事件」（1997年）
    - 第2作「京都冬化粧殺人事件」（1998年）
    - 第3作「京都奥嵯峨殺人絵巻」（1998年）
    - 第4作「京都宵山殺人事件」（1999年）
    - 第5作「京都慕い雛殺人事件」（2000年）

  - 森村誠一サスペンス
    - 第1作「灯」（2001年） - 管理官
    - 第6作「唄」（2006年） - 安田徹
    - 第7作「時」（2008年）

  - 弁護士高見沢響子 第10作（2009年） - 新井田康之
  - 湯けむりバスツアー 桜庭さやかの事件簿 第2作（2010年） - 本多稔

CX
- 快傑ライオン丸（1972年 - 1973年） - 主演・ライオン丸 / 獅子丸
- 風雲ライオン丸（1973年） - ライオン丸 / 弾獅子丸
- 同心部屋御用帳 江戸の旋風シリーズ - 頼母木肇 
  - 同心部屋御用帳 江戸の旋風II （1976年 - 1977年）
  - 同心部屋御用帳 江戸の旋風III（1977年 - 1978年）
  - 同心部屋御用帳 江戸の旋風IV（1978年 - 1979年）
  - 同心部屋御用帳 新・江戸の旋風（1980年）
  - 時代劇スペシャル 同心部屋御用帳 江戸の旋風（1984年）
- さそりたち（1979年）
- 旅がらす事件帖 第9話「浮世がるたの裏表」（1980年） - 茂平
- 江戸の朝焼け 第22話「血文字の謎」（1981年、東宝） - う吉
- 江戸の用心棒 第23話「吉良邸討ち入り」（1981年） - 茅野常成
- 新春ドラマスペシャル / 人見おんな物語〜鳥影の関（1983年）
- 平岩弓枝ドラマシリーズ / 女の暦（1984年 - 1985年）
- 君の瞳をタイホする! 第9話「技有り! 思わず愛の四方固め」（1988年）
- 京都サスペンス / 京都夏祭り殺人事件（1988年）
- 華の別れ（1989年）
- 鬼平犯科帳※中村吉右衛門版
  - 第1シリーズ 第22話「金太郎そば」（1990年） - 由松
  - 第6シリーズ 第1話「蛇苺の女」（1995年） - 玉屋彦次郎
  - 第7シリーズ 第9話「寒月六間堀」（1997年） - 山下藤四郎
- 東京ラブストーリー 第3話「二人の始まり」（1991年）
- 白の条件（1994年） - 三上純一
- 警部補 古畑任三郎 1st season第9話「殺人公開放送」（1994年） - 福富アナウンサー
- 隠密奉行朝比奈 第9話「近江路、遺書を運ぶ女」（1998年） - 勘定奉行・今藤六兵衛
- ザ・美容室（2000年）
- ラブ・レボリューション（2001年）
- 金曜エンタテイメント→金曜プレステージ
  - 女子アナ刑事 華麗なる財宝殺人（2002年） - 池辺篤
  - 赤い霊柩車
    - 第21作「灰色の容疑者」（2006年） - 梨田
    - 第24作「死者からの贈り物」（2009年） - 小田孝介
- 木曜劇場 / 白い巨塔 第18話「師動く」（2004年） - 正木徹
- 土曜プレミアム / 裸の大将放浪記〜放浪の虫が動き出したので〜（2007年）

ANB→EX
- 特別機動捜査隊 第499話「白い殺人者」 （1971年） - 警官[注釈 4]
- おしどり右京捕物車 第5話「蹄」（1974年） - 同心
- 家族サーカス（1979年）
- 鬼平犯科帳 - 沢田小平次 役※萬屋錦之介版
  - 第2シリーズ（1981年）
  - 第3シリーズ（1982年）
- 文吾捕物帳 第11話「慕情の女」（1981年）
- 土曜ワイド劇場
  - 松本清張の駅路 謎の伊勢路殺人旅行（1982年）
  - 京都殺人案内 第18作「20時18分の死神!?」（1992年） - 鈴木広明
  - 京都妖怪地図 第6作「1200歳の美女VS霊感デカ」（1994年） - 黒岩治
  - 警視庁女性捜査班 第1作「金曜日の暴行魔」（1999年） - 服部誠一郎
  - 花吹雪美人スリ三姉妹 第2作「悪魔のビデオをスリ盗れ」（1999年） - 安西医師
  - 高橋英樹の船長シリーズ 第11作「狙われた密会航路」（1999年） - 門永秀年
  - 駅弁探偵ミステリー列車 第1作「みちのく終着駅の花嫁」（2001年） - 毛利剛
  - 西村京太郎トラベルミステリー
    - 第45作「超豪華寝台特急トワイライト連続殺人事件」（2006年）  - 高木警部
    - 第52作「密室列車・特急かもしか、途中下車連続殺人!」（2009年） - 北山警部
- 必殺シリーズ
  - 必殺橋掛人 第12話「四谷の忍者寺を探ります」（1985年） - 周助
  - 必殺まっしぐら! 第11話「相手は向島の元締」（1986年） -仏の 善七
- 京都かるがも病院 第13話「腎臓移植・この子は誰のもの」（1987年）
- 特捜最前線 第503話「拳銃強奪・愛した日々よ永遠に!」（1987年）
- 名奉行 遠山の金さん
  - 第2シリーズ 第18話「富くじに踊らされた悪女」（1989年） - 蟹江
  - 第3シリーズ 第23話「女房に誓った鬼十手」（1991年） - 橋之助
- ゴリラ・警視庁捜査第8班 第35話「美奈子、君の瞳に乾杯!」（1990年） - 江藤
- はぐれ刑事純情派
  - 第3シリーズ 第4話「密室で撲殺された美女」（1990年） - 藤瀬泰明
  - 新春スペシャル（2001年） - 倉田昭二
  - 第16シリーズ 最終話「さよなら里見刑事! 視姦!? 覗かれた真犯人」（2006年9月17日） - 有馬哲郎
- 将軍家光忍び旅 第8話「母恋い街道 小さな目撃者」（1990年） - 川辺大四郎
- 流れ板七人（1997年） - 鉾田明彦
- 快刀!夢一座七変化 第15話「討入炎上 顔のない殺人者」（1997年） - 多岐渉
- 暴れん坊将軍
  - 暴れん坊将軍IX 第15話「潜入! 吉宗の生母 小石川養生所の謎」（1999年） - 篠田道庵
  - 暴れん坊将軍XI 第10話「め組に舞い降りた天女!」（2001年） - 田沢備後守
- 痛快!三匹のご隠居 第9話「花のお江戸の大勝負 人生は七転び八起き」（1999年） - 関屋孫之丞
- 八丁堀の七人
  - 第2シリーズ 第9話「爆発炎上 さらば愛しき妻よ 最後の大捕物」（2001年） - 山南主膳
  - 第4シリーズ 第5話「昔のオンナ 用心棒になった鬼与力」（2003年） - 湊屋徳右衛門
  - 第5シリーズ 第4話「盗まれた赤ん坊 悪魔の唄う子守唄」（2004年） - 二出川監物
  - 第6シリーズ 第7話「火傷顔の男 生きていた反逆者」（2005年） -  内山彦次郎
- 金曜ナイトドラマ
  - 特命係長 只野仁 2ndシーズン 第17話「女子アナスキャンダル」（2005年） - 柴田慎吾
  - キミ犯人じゃないよね? 第5話「ヴィーナスに魅せられた彼女」（2008年） - 習志野康三
- 木曜ミステリー
  - 京都地検の女 第3シリーズ  第6話「哀しき証言者!殺人犯消失…鉄壁アリバイの罠」（2006年） - 田代源蔵
  - その男、副署長〜京都河原町署事件ファイル〜 season1 File.8「誘拐犯が消えた…副署長、追放の危機!!」（2007年） - 白井恭一
  - おみやさん 第6シリーズ  第14話「9年間見守り続けた女!! 京都六角通り殺意の再会」（2009年） - 岡村勝治
- 遠山の金さん 第7話「殺人を依頼した女!? 非情な盗賊団のワナと哀しい恋心…」（2007年） - 彦蔵
- 相棒 season6 第11話「ついている女」、第12話「狙われた女」（2008年） - 石田署長

12ch→TX
- 闘え!ドラゴン 第5話「恐怖の銀かまきり」（1974年） - 東浩二
- 大江戸捜査網
  - 第344話「姉妹芸者 涙の仇討ち」（1978年） - 清七
  - 第354話「白昼に消えた死体の謎」（1978年） - 惣吉
  - 第396話「火つけ軍団 凶悪の罠」（1979年） - 仁吉
  - 第490話「涙の仇討赦免状」（1981年） - 浅吉（浅野要之進）
  - 第536話「幻の魔弓・激情に燃える女」（1982年） - 平四郎
- ドラマ女の手記「待つ女に甘い誘惑」（1987年）
- 隠密・奥の細道 第2話「芭蕉に迫る暗殺剣」（1988年） - 佐々介三郎
- 12時間超ワイドドラマ→新春ワイド時代劇
  - 豊臣秀吉 天下を獲る!（1995年） - 丹羽長秀
  - 徳川剣豪伝 それからの武蔵（1996年）
  - 炎の奉行 大岡越前守（1997年） - 間部詮房
  - 家康が最も恐れた男 真田幸村（1998年） - 本多忠勝
  - 国盗り物語（2005年） - 米田求政
  - 忠臣蔵 瑤泉院の陰謀（2007年） - 庄田下総守
- あばれ医者嵐山 第4話「縁切り寺の女」（1995年） - 早坂新三郎
- 仮面天使ロゼッタ（1998年） - 神仮面ファラオン / 神健一郎
- 新春時代劇特別企画 赤西蛎太 伊達騒動醜男と美女の純愛（1999年） - 松前鉄之助
- 女と愛とミステリー→水曜ミステリー9
  - 犯罪交渉人ゆり子 第2作「水上温泉立てこもり事件」（2002年） - 安西警視正
  - 坊さん弁護士・郷田夢栄 第1作「17才の殺人者」（2003年） - 田代圭介
  - 北アルプス山岳救助隊・紫門一鬼 第7作「白馬大雪渓・殺意の罠」（2005年） - 高畑明久
- お江戸吉原事件帖 第1話「夜叉になります四人雀」（2007年） - 旗本
- 刺客請負人 シーズン2 第4話「吉原悲恋」（2008年） - 肘井四郎兵衛

その他
- スターぼうず 第3話「フルメタリックジャケット!」（2000年、BS-i） - 大佐

### 映画
- 東京湾炎上（1975年） - 井上三等航海士[32]
- 続・人間革命（1976年）
- 悪魔の手毬唄（1977年） - 仁礼流次
- 白熱デッドヒート - 島本三郎 役
- 火の鳥（1978年） - マツロ王 役
- ブルークリスマス - 岡村 役
- 駅 STATION（1981年） - 三竹 役
- ゴジラ（1984年） - オペレーター[33][5]
- 人間交差点・道（1993年） - 川村正雄
- （ハル）（1996年） - スーパーの店長
- 風のダドゥ（2006年）

### オリジナルビデオ
- KAMBA! 暴走迷路（1992年）
- 仮面天使ロゼッタ 漆黒のフレイア（1999年） - 神仮面ファラオン / 神健一郎
- 魔神騎士ジャック☆ガイスト（2000年） - 獅子丸男
- 時空警察ヴェッカー（2001年） - 加藤段蔵
- 新・鯨道 侠魂（2009年） - 大里組組長 大里豊成

### 舞台
- がんばれ元気（1977年）

### 吹き替え
- ベガス（1979年） - ダン・タナー（ロバート・ユーリック）※日本テレビ版

### 音楽
- TVマンガ・デラックス・シリーズ（1971年）※レッツゴー!! ライダーキックを本保明啓&ヤング・フレッシュとして歌唱
- 青い山脈（1975年）※石川さゆりとデュエットで東宝映画『青い山脈』の主題歌

### バラエティ
- スーパー競馬（1987年 - 1994年、フジテレビ）※初代総合キャスター

### CM
- 京浜急行[注釈 5]